# Toutes les couleurs du monde
Pour plus de détails, voir Fiche technique et Distribution.
Toutes les couleurs du monde (titre original en anglais: All The Colors in the World Are Between Black and White) est un film nigérian  réalisé par Babatunde Apalowo, sorti en 2023 au cinéma.

## Synopsis
Deux hommes, Bambino et Bawa, se rencontrent lors d'un concours de photographie à Lagos. Des sentiments naissent entre eux, mais ils n'osent les exprimer dans le climat social ambiant.

## Fiche technique
- Scénario : Babatunde Apalowo
- Réalisation : Babatunde Apalowo
- Photographie : David Wyte
- Montage : Babatunde Apalowo
- Musique : Richard Kett et Catherine Shrubshall
- Production : Polymath Pictures, 2o9ine Films, Creative Black Productions, Realm 360 Productions
- Date de sortie : 17 février 2023

## Distribution
- Tope Tedela : Bambino
- Riyo David : Bawa
- Martha Ehinome Orhiere : Ifeyinwa
- Uchechika Elumelu : Mama
- Floyd Anekwe : Boss

## Production
Babatunde Apalowo dit avoir eu du mal à trouver des acteurs acceptant de jouer un rôle d'homosexuel.

## Récompenses
- Teddy Award 2023[3]